# オーラル・フィクゼイション vol.2
『オーラル・フィクゼイション vol.2』（Oral Fixation, Vol. 2）は、2005年11月28日に発売されたシャキーラの通算7枚目のスタジオ・アルバム。発売元はエピック・レコード。